# Санти-Протомартири-а-Виа-Аурелия-Антика (титулярная церковь)
Титулярная церковь Санти-Протомартири-а-Виа-Аурелия-Антика (лат. Titulus Sanctorum Protomartyrum in via Aurelia Antiqua) — титулярная церковь была создана Папой Павлом VI в 1969 году. Титул принадлежит церкви Санти-Протомартири-а-Виа-Аурелия-Антика, расположенной во квартале Рима Аурелио, на виа Анджело Ди Пьетро.

## Список кардиналов-священников титулярной церкви Санти-Протомартири-а-Виа-Аурелия-Антика
- Жозеф Малула — (30 апреля 1969 — 14 июня 1989, до смерти);
  - вакансия (1989—1991);
- Анри Швери — (28 июня 1991 — 7 января 2021, до смерти);
- Энтони Пула — (27 августа 2022 — по настоящее время).